# Драча (Крагујевац)
Драча је насељено место града Крагујевца у Шумадијском округу. Према попису из 2022. има 821 становника (према попису из 2011. било је 915 становника). Припадала је градској општини Станово до 2002. до 2008. године, да би након тога општине биле укинуте.
У атару села Драча налази се географски центар Србије. Насеље је основано око 1720. године. Под њивама се налази 835,16 ha, воћњацима 76,29 ha, виноградима 13,01 ha, ливадама 107,53 ha, пашњацима 75,91 ha док остало земљиште заузима 1,88 ha.
У селу се налази Манастир Драча, Етно двориште у Драчи и у њему Етнографски музеј.

## Географија
Територија села Драча налази се у централном делу Србије. Смештена је у источном пределу Шумадије и захвата сливно подручје Лепенице. Налази се у западном делу територије града Крагујевца, смештена на левој обали Драчке реке (притоке Велике Мораве).
Драча се на северу граничи са Рогојевцем и Прекопачом, на истоку Дивостином, на југозападу са Дреновцем и западу Забојницом. Атар села је 1302 хектара, а осим становника Драче, своје њиве имају и становнице суседних селе Прекопече и Дивостина.
Драча се налази на 352 метара надморске висине, око 10 км северозападно од Крагујевца и око 150 км јужно од Београда. Налази се на обе стране пута који води ка Горњем Милановцу. Куће су подигнуте испод брда Висибабе, а село је доста богато водом. Постоји чак девет извору атару Драче. Кроз село протиче Драчка река у коју се улива Рогојевачки поток у близини манастира Драче.

## Историја
Драча је једно од најстаријих Лепеничких насеља. Име је добило по манастиру Драчи. По свим подацима настала је после 1718. године, када су Аустријанци завладали овим крајевима након Аустријско-турског рата (1716—1718) и Пожаревачког мира. Драчу је основало четири рода: Ћурчићи, Бисенијићи, Илићи и Гарашани. Први писани документ је из 1735. године када се помиње у извештају о селима Ваљевске епархије помиње као Драча. Путописац Лангер је 1738 назива Draza. Почетком деветнаестог века у нашим изворима помиње се неколико пута правилно, данашњим именом. Код страница то није случај. Код Ридла је 1810. године уписана као Dracsa, на Бугарсковој као Драча, а на Кипертовој Dratscha.
Према попису становништва 1903. године Драча је имала 469, а седам година касније 1050 становника. Након Првог светског рата Драча је имала само 461. становника, а тај пад може се приписати великом страдању Срба у рату. Након Другог светког рата број становника на пописима је у паду. Године 1948. Драча је имала 1105, а 1991. године 765 становника. Међутим у последња два пописа је примећен пораст у броју становника па сада Драча има 915 становника. На то је утицала близина града Крагујевца који се налази на само 10–ак километара.

### Манастир Драча
Манастир Драча се налази у котлини Драчке реке, на падинама брда Рујевице. Црква манастира је посвећена преносу моштију Светог Николе. Комплекс манастира је проглашен за споменик културе од великог значаја. Према ктиторском натпису изнад улазних врата у наосу, цркву је 1734. године подигао оберкапетан крагујевачки Станиша Марковић Млатишума, а према предању, на месту садашње цркве постојао је средњовековни храм подигнут крајем 14. века, у коме је живео и умро светогорски монах и светитељ, преподобни Јов.
У порти манастира Драча је сахрањен Јован Димитријевић Добрача, један од команданата Боја на Љубићу.

## Пољопривреда
Пољопривреда је водећа привредна грана по обиму производње као и по запослености локалног становништва. Највише се гаје кукуруз и пшеница.
Сточарство је најзначајнија грана производње у пољопривреди у Драчи и свим околним селима у Шумадији и Поморављу. Сточарство је најтраженији део пољопривреде, јер њени производи (месо, маст, млеко, јаја) спадају у главне прехрамбене производе становништва. Сељак ситног пољопривредног газдинства у Драчи је сваштар, гаји више врста стоке. Гаји говеда, свиње, овце, коње и живину.

## Спорт
У Драчи постоји фудбалски клуб Шумадија 1934 који се тренутно такмичи у Зони "Морава", четвртом такмичарском нивоу српског фудбала. Клуб је основан 1934. године,и редован је учесник лига које организује фудбалски савез града Крагујевца.

## Демографија
Према резултатима пописа из 2002, у насељу Драча живи 697 пунолетних становника, а просечна старост становништва износи 45,1 година (44,1 код мушкараца и 46,2 код жена). У насељу има 271 домаћинство, а просечан број чланова по домаћинству је 3,03.
Ово насеље је великим делом насељено Србима (према попису из 2002. године).
|             | \| Демографија[6] \| Демографија[6] \| Демографија[6] \| \| Година \| Становника \| Становника \| \| -------------- \| -------------- \| -------------- \| \| 1948. \| 1.105 \| \| \| 1953. \| 1.045 \| \| \| 1961. \| 997 \| \| \| 1971. \| 928 \| \| \| 1981. \| 842 \| \| \| 1991. \| 765 \| 754 \| \| 2002. \| 828 \| 831 \| \| 2011. \| 915 \| \| \| 2022. \| 821 \| \| |            |
| Демографија | |            |
| Година      | Становника | Становника |
| 1948.       | 1.105 |            |
| 1953.       | 1.045 |            |
| 1961.       | 997 |            |
| 1971.       | 928 |            |
| 1981.       | 842 |            |
| 1991.       | 765 | 754        |
| 2002.       | 828 | 831        |
| 2011.       | 915 |            |
| 2022.       | 821 |            |

| Етнички састав према попису из 2002. | Етнички састав према попису из 2002. | Етнички састав према попису из 2002. | Етнички састав према попису из 2002. | Етнички састав према попису из 2002. |
| ------------------------------------ | ------------------------------------ | ------------------------------------ | ------------------------------------ | ------------------------------------ |
|                                      |                                      |                                      |                                      |                                      |
| Срби                                 | Срби                                 |                                      | 809                                  | 97,70%                               |
| Црногорци                            | Црногорци                            |                                      | 11                                   | 1,32%                                |
| Словенци                             | Словенци                             |                                      | 1                                    | 0,12%                                |
| Југословени                          | Југословени                          |                                      | 1                                    | 0,12%                                |
| непознато                            | непознато                            |                                      | 4                                    | 0,48%                                |

| \| \| м \| \| \| ж \| \| ? \| 1 \| \| \| 2 \| \| 80+ \| 12 \| \| \| 15 \| \| 75—79 \| 17 \| \| \| 25 \| \| 70—74 \| 35 \| \| \| 33 \| \| 65—69 \| 39 \| \| \| 31 \| \| 60—64 \| 24 \| \| \| 29 \| \| 55—59 \| 18 \| \| \| 20 \| \| 50—54 \| 34 \| \| \| 30 \| \| 45—49 \| 43 \| \| \| 38 \| \| 40—44 \| 24 \| \| \| 34 \| \| 35—39 \| 22 \| \| \| 20 \| \| 30—34 \| 13 \| \| \| 16 \| \| 25—29 \| 32 \| \| \| 20 \| \| 20—24 \| 31 \| \| \| 16 \| \| 15—19 \| 28 \| \| \| 29 \| \| 10—14 \| 28 \| \| \| 23 \| \| 5—9 \| 13 \| \| \| 15 \| \| 0—4 \| 10 \| \| \| 8 \| \| Просек : \| 44,1 \| \| \| 46,2 \| |      |  |  |      |
| |      |  |  |      |
| | м    |  |  | ж    |
| ? | 1    |  |  | 2    |
| 80+ | 12   |  |  | 15   |
| 75—79 | 17   |  |  | 25   |
| 70—74 | 35   |  |  | 33   |
| 65—69 | 39   |  |  | 31   |
| 60—64 | 24   |  |  | 29   |
| 55—59 | 18   |  |  | 20   |
| 50—54 | 34   |  |  | 30   |
| 45—49 | 43   |  |  | 38   |
| 40—44 | 24   |  |  | 34   |
| 35—39 | 22   |  |  | 20   |
| 30—34 | 13   |  |  | 16   |
| 25—29 | 32   |  |  | 20   |
| 20—24 | 31   |  |  | 16   |
| 15—19 | 28   |  |  | 29   |
| 10—14 | 28   |  |  | 23   |
| 5—9 | 13   |  |  | 15   |
| 0—4 | 10   |  |  | 8    |
| Просек : | 44,1 |  |  | 46,2 |

| Година пописа     | 1948. | 1953. | 1961. | 1971. | 1981. | 1991. | 2002. |
| ----------------- | ----- | ----- | ----- | ----- | ----- | ----- | ----- |
| Број домаћинстава | 190   | 198   | 211   | 228   | 220   | 225   | 271   |

| Број чланова      | 1  | 2  | 3  | 4  | 5  | 6  | 7 | 8 | 9 | 10 и више | Просек |
| ----------------- | -- | -- | -- | -- | -- | -- | - | - | - | --------- | ------ |
| Број домаћинстава | 61 | 63 | 40 | 49 | 33 | 22 | 3 | 0 | 0 | 0         | 3,03   |

| Пол    | Укупно | Неожењен/Неудата | Ожењен/Удата | Удовац/Удовица | Разведен/Разведена | Непознато |
| ------ | ------ | ---------------- | ------------ | -------------- | ------------------ | --------- |
| Мушки  | 373    | 103              | 230          | 31             | 7                  | 2         |
| Женски | 358    | 63               | 227          | 61             | 5                  | 2         |
| УКУПНО | 731    | 166              | 457          | 92             | 12                 | 4         |

| Пол    | Укупно                    | Пољопривреда, лов и шумарство | Рибарство                            | Вађење руде и камена | Прерађивачка индустрија       |
| ------ | ------------------------- | ----------------------------- | ------------------------------------ | -------------------- | ----------------------------- |
| Мушки  | 161                       | 57                            | 0                                    | 0                    | 46                            |
| Женски | 104                       | 47                            | 0                                    | 0                    | 18                            |
| Укупно | 265                       | 104                           | 0                                    | 0                    | 64                            |
|        |                           |                               |                                      |                      |                               |
| Пол    | Производња и снабдевање   | Грађевинарство                | Трговина                             | Хотели и ресторани   | Саобраћај, складиштење и везе |
| Мушки  | 6                         | 11                            | 5                                    | 0                    | 5                             |
| Женски | 1                         | 2                             | 8                                    | 3                    | 2                             |
| Укупно | 7                         | 13                            | 13                                   | 3                    | 7                             |
|        |                           |                               |                                      |                      |                               |
| Пол    | Финансијско посредовање   | Некретнине                    | Државна управа и одбрана             | Образовање           | Здравствени и социјални рад   |
| Мушки  | 0                         | 5                             | 6                                    | 12                   | 6                             |
| Женски | 1                         | 2                             | 0                                    | 9                    | 9                             |
| Укупно | 1                         | 7                             | 6                                    | 21                   | 15                            |
|        |                           |                               |                                      |                      |                               |
| Пол    | Остале услужне активности | Приватна домаћинства          | Екстериторијалне организације и тела | Непознато            | Непознато                     |
| Мушки  | 1                         | 0                             | 0                                    | 1                    | 1                             |
| Женски | 1                         | 0                             | 0                                    | 1                    | 1                             |
| Укупно | 2                         | 0                             | 0                                    | 2                    | 2                             |